# Сампо из Лапландии
«Са́мпо из Лапландии» — советский рисованный мультипликационный фильм 1985 года, созданный режиссёром Ефремом Пружанским по мотивам сказки Сакариаса Топелиуса «Сампо-лопарёнок».

## Сюжет
Однажды один малыш по имени Сампо захотел подняться на гору, с которой видна вся его страна Лапландия.
Когда малыш пришёл домой и рассказал обо всём своей маме, она сразу же отругала его и сказала ему о том, чтобы он забыл об этой идее, так как именно там в заснеженных горах живёт огромный великан, который общается с чудовищами, а злу его нет предела. 
Только вот малыш оказался очень любопытный и уже ночью отправился в горы. В горах он познакомился с животными, которые оказались добрыми, но боялись великана. Также там его встречали злые привидения гномов и других мифических существ, а потом и сам великан, который проявлял явное желание расправиться с ним. 
И именно в этот момент, когда малыш был у великана, к нему подскочил волшебный олень с золотыми рогами, который в итоге оказался его спасителем. Он довёз его до дома и пожелал удачи до новых встреч.

## Создатели
| автор сценария            | Жанна Витензон |
| режиссёр                  | Ефрем Пружанский |
| художник-постановщик      | Иван Будз |
| композитор                | Юрий Гальперин |
| оператор                  | Анатолий Гаврилов |
| звукооператор             | Виктор Щиголь |
| художники-мультипликаторы | Константин Чикин, В. Врублевский, А. Карбовничий, В. Омельчук, Елена Касавина, Н. Устенко, М. Яремко, Людмила Ткачикова |
| роли озвучили             | Людмила Логийко, Р. Похвалла, Г. Горюшко, А. Осинская, Давид Бабаев                                                     |
| ассистенты                | Т. Швец, Л. Снежко, Н. Кращина, В. Езерский                                                                             |
| монтажёр                  | Ольга Деряжная |
| редактор                  | Светлана Куценко |
| директор фильма           | Иван Мазепа |

## Издания на видео
- Мультфильм выпускался на DVD в сборнике мультфильмов «Соломенный бычок».[1]